# Badminton vid olympiska sommarspelen 2024
Badminton vid olympiska sommarspelen 2024 arrangerades mellan 27 juli och 5 augusti 2024 i Arena Porte de la Chapelle i Paris i Frankrike.
Totalt 171 badmintonspelare tävlade i fem grenar (två per kön och en mixed). 

## Tävlingsprogram
| I | Inledande omgång | ÅF | Åttondelsfinaler | ¼ | Kvartsfinaler | ½ | Semifinaler | F | Final |

| Datum →     | Lör 27 | Lör 27 | Lör 27 | Sön 28 | Sön 28 | Sön 28 | Mån 29 | Mån 29 | Mån 29 | Tis 30 | Tis 30 | Tis 30 | Ons 31 | Ons 31 | Ons 31 | Tor 1 | Tor 1 | Tor 1 | Fre 2 | Fre 2 | Lör 3 | Lör 3 | Sön 4 | Sön 4 | Mån 5 | Mån 5 |
| Gren ↓      | M      | E      | K      | M      | E      | K      | M      | E      | K      | M      | E      | K      | M      | E      | K      | M     | E     | K     | M     | K     | M     | K     | M     | K     | M     | K     |
| ----------- | ------ | ------ | ------ | ------ | ------ | ------ | ------ | ------ | ------ | ------ | ------ | ------ | ------ | ------ | ------ | ----- | ----- | ----- | ----- | ----- | ----- | ----- | ----- | ----- | ----- | ----- |
| Herrsingel  | I      | I      | I      | I      | I      | I      | I      | I      | I      | I      | I      | I      | I      | I      | I      | ÅF    | ÅF    |       |       | ¼     |       |       | ½     |       |       | F     |
| Herrdubbel  | I      | I      | I      | I      | I      | I      | I      | I      | I      | I      | I      | I      |        |        |        |       | ¼     |       | ½     |       |       |       |       | F     |       |       |
| Damsingel   | I      | I      | I      | I      | I      | I      | I      | I      | I      | I      | I      | I      | I      | I      | I      |       |       | ÅF    |       |       | ¼     |       | ½     |       | F     |       |
| Damdubbel   | I      | I      | I      | I      | I      | I      | I      | I      | I      | I      | I      | I      |        |        |        | ¼     |       |       | ½     |       |       | F     |       |       |       |       |
| Mixeddubbel | I      | I      |        | I      | I      | I      | I      | I      | I      |        |        |        |        |        | ¼      |       |       | ½     |       | F     |       |       |       |       |       |       |

## Medaljörer
| Gren                    | Guld                                   | Silver                           | Brons                               |
| Damsingel Detaljer...   | An Se-young Sydkorea                   | He Bingjiao Kina                 | Gregoria Mariska Tunjung Indonesien |
| Damdubbel Detaljer...   | Kina Chen Qingchen Jia Yifan           | Kina Liu Shengshu Tan Ning       | Japan Nami Matsuyama Chiharu Shida  |
|                         |                                        |                                  |                                     |
| Herrsingel Detaljer...  | Viktor Axelsen Danmark                 | Kunlavut Vitidsarn Thailand      | Lee Zii Jia Malaysia                |
| Herrdubbel Detaljer...  | Kinesiska Taipei Lee Yang Wang Chi-lin | Kina Liang Weikeng Wang Chang    | Malaysia Aaron Chia Soh Wooi Yik    |
|                         |                                        |                                  |                                     |
| Mixeddubbel Detaljer... | Kina Zheng Siwei Huang Yaqiong         | Sydkorea Kim Won-ho Jeong Na-eun | Japan Yuta Watanabe Arisa Higashino |

Denna tabell: visa • redigera

## Medaljtabell
*   Värdland ( Frankrike)
| Nr                  | Nation              | Guld | Silver | Brons | Totalt |
| ------------------- | ------------------- | ---- | ------ | ----- | ------ |
| 1                   | Kina                | 2    | 3      | 0     | 5      |
| 2                   | Sydkorea            | 1    | 1      | 0     | 2      |
| 3                   | Danmark             | 1    | 0      | 0     | 1      |
| 3                   | Kinesiska Taipei    | 1    | 0      | 0     | 1      |
| 5                   | Thailand            | 0    | 1      | 0     | 1      |
| 6                   | Japan               | 0    | 0      | 2     | 2      |
| 6                   | Malaysia            | 0    | 0      | 2     | 2      |
| 8                   | Indonesien          | 0    | 0      | 1     | 1      |
| Totalt (8 nationer) | Totalt (8 nationer) | 5    | 5      | 5     | 15     |